# Nemlaha György
Nemlaha György, álneve: Derűs György (a Korunkban); számos írását a napisajtóban ngy szignóval jelezte (Szolnok, 1941. július 21. –) magyar újságíró, szerkesztő, művészeti és zenei író.

## Életpályája
Középiskoláit Nagyváradon végezte (1959), majd a Babeș–Bolyai Tudományegyetemen szerzett magyar nyelv- és irodalom szakos tanári diplomát (1965). 1963–71 között a nagyváradi Fáklya c. tartományi, ill. megyei napilap belső munkatársa volt; 1971-ben Magyarországra települt át, ahol 1977-ig a Magyar Távirati Iroda munkatársa, 1977–89 között a Pesti Műsor rovatvezetője, 1989-től a Magyar Televízió belső munkatársa, 1991–92-ben zenei producere. 500-nál több tv-műsort szerkesztett (Muzsikál a mozi, Legyen a vendégem, Dallamról dallamra), sorozatot szerkesztett filmesekről, továbbá kabaré- és operettműsorokat, archív összeállításokat rendezett: Jean Gabin (1982), Vittorio Gassman (1986), Az álomlovag (1992) stb.

## Erdélyi munkássága
Erdélyben első írása a Fáklyában jelent meg, 1960-ban. Riportjai, színház- és filmkritikái a Fáklyán kívül a kolozsvári Igazságban, az aradi Vörös Lobogóban, az Előrében, a Korunkban, a Munkáséletben, a Művelődésben, a Tanügyi Újságban, az Utunkban és az Új Életben jelentek meg.
Fordított és rádióra alkalmazott több Caragiale- és Kiriţescu-művet.

## Művei
- Jean Gabin; NPI–Magyar Filmtudományi Intézet és Filmarchívum, Bp., 1982 (Filmbarátok kiskönyvtára)
- Vittorio Gassman; Múzsák, Bp., 1986 (Filmbarátok kiskönyvtára)
- Az álomlovag. Jávor Pál élete képekben és dokumentumokban; General-trade Kft., Bp., 1992 (Sztár, 1.)
- Cigányszerelem. Lehár Ferenc operettje; Kossuth–Budapesti Operettszínház–MTVA, Bp., 2013 + CD (Híres operettek, 5; Metropol könyvtár)
- Maya. Fényes Szabolcs operettje; Kossuth–Budapesti Operettszínház–MTVA, Bp., 2013 + CD (Híres operettek, 7; Metropol könyvtár)
- A mosoly országa. Lehár Ferenc operettje; Kossuth–Budapesti Operettszínház–MTVA, Bp., 2013 + CD (Híres operettek, 9; Metropol könyvtár)
- Gyökössy Zsolt–Nemlaha György: Tegnapi csillagok; Redakció Kft., Bp., 2016 (Sztár)
- Mi és a huszadik század. Gyerekkorunk, ifjúságunk, 1920–1990; szöveg Dunay Csilla, Kozák József, Nemlaha György; Redakció Kft., Bp., 2016 (Retró kiskönyvtár)
- Kabaré a Holnap városában; összeáll Nemlaha György; Europrint, Nagyvárad, 2017
- Rivalda avagy Mosoly a múltból; vál., szerk. Nemlaha György; Europrint, Nagyvárad, 2018